# Florian Schwarz (Regisseur)

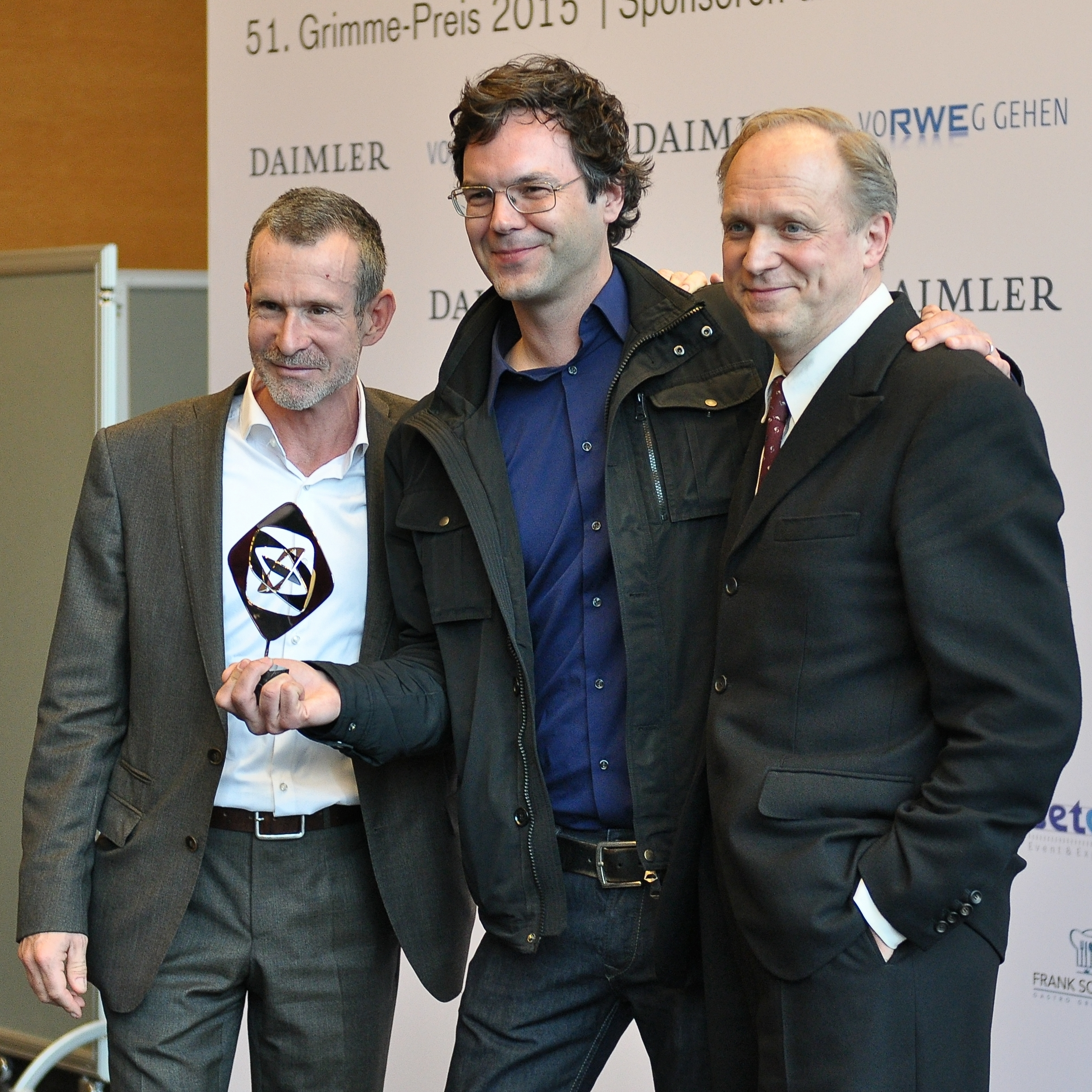
Ulrich Matthes, Florian Schwarz und Ulrich Tukur bei der Verleihung des Grimme-Preises 2015

Florian Schwarz (* 28. Februar 1974 in Koblenz) ist ein deutscher Filmregisseur.

## Leben
Florian Schwarz studierte Regie an der Filmakademie Baden-Württemberg in Ludwigsburg. Wiederholt arbeitete er mit dem Drehbuchautor Michael Proehl zusammen, der auch das Drehbuch zu seinem Abschlussfilm Katze im Sack verfasste. Der abendfüllende Spielfilm mit Jule Böwe und Christoph Bach in den Hauptrollen wurde 2004 mit dem First Steps Filmpreis prämiert und 2005 beim Filmfestival Max Ophüls Preis mit dem Drehbuchpreis und dem Filmmusikpreis bedacht. Als Regisseur zeichnete Schwarz auch für die Tatort-Folge Tatort: Weil sie böse sind verantwortlich, die 2010 für den Grimme-Preis nominiert war und als Bester Fernsehfilm mit dem Deutschen Fernsehpreis ausgezeichnet wurde. Ebenfalls Regie führte Schwarz bei der Tatort-Episode mit dem Titel: Im Schmerz geboren. Diese Folge wurde im Jahr 2015 unter anderem mit der Goldenen Kamera in der Kategorie Bester deutscher Fernsehfilm, als auch mit dem Grimme-Preis in der Kategorie Fiktion geehrt.

## Filmografie (Auswahl)
- 2000: Lucies Lachen (Kurzfilm)
- 2000: Der Mann nebenan (Kurzfilm)
- 2001: Strafrecht leicht gemacht (Kurzfilm)
- 2003: Wenn Schweine sterben (Kurzfilm)
- 2005: Katze im Sack
- 2006: Das Schneckenhaus (Fernsehfilm)
- 2007: R. I. S. – Die Sprache der Toten (3 Folgen)
- 2008: Tatort – Waffenschwestern
- 2010: Tatort – Weil sie böse sind
- 2011: Hannah Mangold & Lucy Palm
- 2014: Tatort – Im Schmerz geboren
- 2015: Tatort – Kälter als der Tod
- 2016: Das weiße Kaninchen
- 2019: Polizeiruf 110 – Der Ort, von dem die Wolken kommen
- 2021: Für immer Eltern
- 2023: German Crime Story: Gefesselt (Streaming-Serie)

## Auszeichnungen
- 2004 – First Steps Award in der Kategorie Abendfüllende Spielfilme für Katze im Sack
- 2015 – Grimme-Preis für Im Schmerz geboren
- 2017 – Grimme-Preis für Das weiße Kaninchen